# Guido Thys
Guido Thys é um produtor cinematográfico belga. Como reconhecimento, foi nomeado ao Oscar 2008 na categoria de Melhor Curta-metragem por Tanghi argentini.